# 成澤榮壽
成沢 栄寿（なるさわ えいじゅ、1934年6月 - ）は日本の歴史家。専門は日本史、部落問題、歴史教育、同和教育。東京府出身。

## 経歴
戦前の融和運動家で戦後は部落解放全国委員会の常任中央委員などを歴任した成沢英雄（成澤英雄）を父として東京市足立区に生まれる。祖父は上田藩穢多頭の分家の子孫。1944年、上田市の部落に疎開し、祖父から部落の歴史を聞かされる。新制中学校に入った頃から部落解放全国委員会の業務を手伝い、長野県上田高等学校を経て早稲田大学に入学。1955年、早稲田大学部落問題研究会の創立に参加、初代幹事長をつとめる。1959年、早稲田大学文学部哲学科東洋哲学専修卒業。1962年、早稲田大学大学院修士課程（文学研究科、史学）修了。
1961年、東京立正高等学校教諭。国民融合をめざす部落問題全国会議代表幹事ならびに同事務局長、全国部落問題研究協議会代表幹事、部落問題研究所理事、東京部落問題研究会事務局長などを歴任。大東文化大学その他で歴史教育や同和教育を講義。1990年から1996年まで長野県短期大学教授。1996年から2000年まで同学長をつとめた。2002年から部落問題研究所理事長。

## 著書
- 『利根川─自然・文化・社会─』（共著。弘文堂、1971年）
- 『日本の歴史家』（共著。日本評論社、1976年）
- 『部落史の研究 前近代篇』（共著。部落問題研究所、1978年）ISBN 9784829820018
- 『日本歴史と部落問題』（部落問題研究所、1981年）ISBN 4829820160
- 『部落の歴史 東日本篇』（共著。部落問題研究所、1983年）ISBN 4829810246
- 『部落史の研究 近代篇』（共著。部落問題研究所、1984年）
- 『表現の自由と「差別用語」』（編著。部落問題研究所、1985年）ISBN 9784829810262
- 『部落の歴史と解放運動 近現代篇』（部落問題研究所、1986年）ISBN 9784829820261
- 『近代日本の社会史的分析』（共著。部落問題研究所、1989年）
- 『「部落解放同盟」はいま』（部落問題研究所、1989年）ISBN 4829800399
- 『表現の自由と部落問題』（編著。部落問題研究所、1993年）ISBN 4829810335
- 『人権と歴史と教育と』（花伝社、1995年）ISBN 4763402870
- 『部落の歴史と解放運動 近代篇』（部落問題研究所、1997年）
- 『歴史と教育─部落問題の周辺』（文理閣、2000年）ISBN 4892593621
- 『青年期をどう生きたか』（キハラ出版部、2003年）